# Krywulja
Die Krywulja (belarussisch Крывуля) ist ein kleiner Fluss im westlichen Teil der Breszkaja Woblasz in Belarus. Die Länge des Flusses beträgt 13,2 Kilometer. Die Krywulja entspringt in der Nähe des Dorfes Perkawitschy (belarussisch Перковичи) und mündet, beständig in östlicher Richtung fließend, als rechter Zufluss etwa drei Kilometer südwestlich der Stadt Kamenez (belarussisch Каменец) in die Ljasnaja. Das durchschnittliche Gefälle des Flusses beträgt 1,6 ‰.
Es gibt nur einen Zufluss, er mündet bei Schilitschi (belarussisch Жиличи) in den Fluss und entwässert das Osmrover-Moor (belarussisch ур. Осмров).
Am Fluss liegen die Dörfer Perkawitschy (belarussisch Перковичи), Voiskaja (belarussisch Войская), Seljachovitschy (belarussisch Селяховичи), Ljuskaly (belarussisch Лускалы), Sjulki (belarussisch Сюлки), Schilitschi (belarussisch Жиличи) und Nikolaevo (belarussisch Николаево). Das Gebiet der Krywulja wird intensiv landwirtschaftlich genutzt, der Fluss ist im Unterlauf begradigt.